# Halle Open 2000
L'Halle Open 2000 è stato un torneo di tennis giocato sull'erba. È stata l'8ª edizione dell'Halle Open, che faceva parte della categoria International Series nell'ambito dell'ATP Tour 2000. Si è giocato al Gerry Weber Stadion di Halle in Germania, dal 12 al 18 giugno 2000.

## Campioni

### Singolare
David Prinosil ha battuto in finale  Richard Krajicek con il punteggio di 6–3, 6–2

### Doppio
Nicklas Kulti /   Mikael Tillström hanno battuto in finale  Mahesh Bhupathi /  David Prinosil con il punteggio di 7–6(4), 7–6(4)